# Pseudoterpna pallida
Pseudoterpna pallida là một loài bướm đêm trong họ Geometridae.